# Afrolepis kivuensis
Afrolepis kivuensis är en skalbaggsart som beskrevs av Decelle 1968. Afrolepis kivuensis ingår i släktet Afrolepis och familjen Melolonthidae. Inga underarter finns listade i Catalogue of Life.